# 下安站
下安站位于河北省石家庄市井陉县下安村，是石太铁路上的一个铁路车站，始建于1905年，距离太原站201公里，距离石家庄站30公里，隶属于北京铁路局，现为五等站。